# 31. juli
31. juli er dag 212 i året i den gregorianske kalender (dag 213 i skudår). Der er 153 dage tilbage af året.

### Begivenheder
Født - Dødsfald
- 1498 - Christoffer Columbus bliver på sin tredje rejse til Amerika den første europæer, der opdager Trinidad.
- 1563 - Frederik II erklærer krig mod Sverige.
- 1792 - Grundstenen lægges til Frihedsstøtten på Vesterbro i København. Den rejses til minde om ophævelsen af Stavnsbåndet fire år forinden.
- 1812 - Et år efter at erklæret sin selvstændighed indtages Venezuela af Spanien, og dets leder Francisco de Miranda bliver arresteret.
- 1815 - Frederik VI krones.
- 1905 - Kejser Wilhelm 2. af Tyskland besøger København.
- 1919 - Weimarrepublikken oprettes i Tyskland.
- 1919 - Den kommunistiske ungarske regeringsleder Béla Kun flygter til Sovjetunionen.
- 1921 - Belgien opdeles i Fransk- og flamsktalende provinser.
- 1928 - Det amerikanske filmselskab Metro-Goldwyn-Mayer (MGM) lader første gang sin maskotløve brøle som introduktion til selskabets første talefilm.
- 1932 - I Tyskland bliver Adolf Hitlers NSDAP landets største parti med 37,8 % af stemmerne og 230 mandater i Rigsdagen.
- 1944 - Sovjetiske tropper erobre Kovono i Litauen.
- 1945 - Pierre Laval, flygtet leder af Vichy-regeringen i Frankrig, overgiver sig til de allierede styrker i Østrig.
- 1954 - Verdens næsthøjeste bjerg, K2 i Himalaya, bestiges for første gang. Det lykkes for en italiensk ekspedition under ledelse af Ardito Desio.
- 1959 - Den baskiske militante separatistbevægelse, ETA, grundlægges.
- 1962 - Piratsenderen "Radio Mercur" indstiller udsendelserne fra studiet på et skib i Øresund.
- 1971 - De to amerikanske astronauter David Scott og James Irwin kører på Månen i månebilen "Lunar Rover".
- 1980 - I nærheden af St. Petersborg (tidligere Petrograd og Leningrad) indvies byen Andersengrad som en hyldest til H.C. Andersen.
- 1987 - I Mekka er der sammenstød mellem iranske pilgrimme og saudi-arabiske sikkerhedsstyrker. Over 400 mennesker bliver dræbt.
- 1991 - På et topmøde i Moskva underskriver præsidenterne George H.W. Bush og Michail Gorbatjov START I-aftalen om reduktion af strategiske våben.
- 2005 - Den irske rockgruppe U2 optræder for 48.000 mennesker i Parken.

### Født
- 1527 - Maximilian 2., tysk-romersk kejser (død 1576).
- 1640 - Michael Wisniowiecki af Polen, polsk konge (død 1673).
- 1803 - John Ericsson, svensk-amerikansk flådeingeniør og opfinder (død 1889).
- 1813 - Otto Hans Lütken, dansk søofficer og marineminister (død 1883).
- 1820 - John W. Garrett, amerikansk erhvervsleder (død 1884).
- 1838 - Vilhelm Jacob Rosenstand, dansk maler (død 1915).
- 1843 - Camillus Nyrop, dansk jurist og industrihistoriker (død 1918).
- 1881 - Olga Segler, tysk offer for Berlinmuren (død 1961).
- 1884 - Carl Friedrich Goerdeler, tysk politiker (død 1945).
- 1889 - Charles H. Corlett, amerikansk generalmajor (død 1971).
- 1909 - Helmut Kämpfe, tysk officer (død 1944).
- 1912 - Milton Friedman, amerikansk økonom og modtager af Nobelprisen i økonomi (død 2006).
- 1914 - Louis de Funès, fransk skuespiller (død 1983).
- 1918 - Paul D. Boyer, amerikansk biokemiker (død 2018).
- 1919 - Primo Levi, italiensk forfatter og kemiker (død 1987).
- 1921 - Peter Benenson, britisk advokat og grundlægger af Amnesty International (død 2005).
- 1922 - Hugo Horwitz, dansk læge og frihedskæmper (død 2010).
- 1927 - Peter Nichols, engelsk dramatiker (død 2019).
- 1931 - Ivan Rebroff, tysk sanger (død 2008).
- 1934 - Hans Mild, svensk fodboldspiller og ishockeyspiller (død 2007).
- 1940 - Otto Møller Jensen, dansk skuespiller (død 1996).
- 1944 - Geraldine Chaplin, amerikansk skuespiller.
- 1945 - Søren Ryge Petersen, dansk journalist og tv-vært.
- 1945 - Finn Laudrup, dansk fodboldspiller.
- 1946 - Karen Thisted, dansk journalist (død 2020).
- 1946 - Per Berga Rasmussen, dansk politiker (død 2019).
- 1947 - Richard Griffiths, engelsk skuespiller (død 2013).
- 1947 - Hubert Védrine, fransk politiker (død 2019).
- 1949 - Grethe Dirckinck-Holmfeld, dansk forfatter og tv-producer.
- 1954 - Villum Christensen, dansk folketingsmedlem.
- 1954 - Troels Christensen, dansk politiker.
- 1955 - Lars Bastrup, dansk fodboldspiller.
- 1955 - Per Bisgaard, dansk folketingsmedlem.
- 1956 - Deval Patrick, amerikansk politiker.
- 1956 - Jānis Birks, lettisk politiker.
- 1959 - Kim Newman, engelsk forfatter og tv-vært.
- 1960 - Peter Lund Madsen, dansk læge og videnskabsformidler.
- 1962 - Wesley Snipes, amerikansk skuespiller.
- 1963 - Fatboy Slim, engelsk big beat musiker.
- 1965 - J.K. Rowling, engelsk forfatter.
- 1966 - Karen Vedel-Simonsen, dansk designer.
- 1968 - Carl Christian Ebbesen, dansk politiker.
- 1971 - Gus Frerotte, amerikansk footballspiller.
- 1972 - Frederik Neergaard, dansk teaterinstruktør.
- 1973 - Jacob Aagaard, dansk skakspiller.
- 1973 - Klemen Pisk, slovensk forfatter og musiker.
- 1974 - Emilia Fox, engelsk skuespiller.
- 1974 - Morten Lundgaard, dansk film - og teaterinstruktør.
- 1975 - Mani Spinx, dansk musiker, producer og billedkunstner.
- 1976 - Paulo Wanchope, costaricansk fodboldspiller.
- 1978 - Ronnie Svenson, dansk fodboldspiller.
- 1979 - Per Krøldrup, dansk fodboldspiller.
- 1979 - Carlos Marchena, spansk fodboldspiller.
- 1979 - B.J. Novak, amerikansk skuespiller.
- 1981 - M. Shadows, amerikansk sanger.
- 1982 - Anabel Medina Garrigues, spansk tennisspiller.
- 1982 - DeMarcus Ware, amerikansk footballspiller.
- 1985 - Rémy Di Grégorio, fransk landevejscykelrytter.
- 1985 - Brimin Kipruto, kenyansk atlet.
- 1987 - Anders Bjerring Qvist, dansk fodboldspiller.*
- 1987 - Michael Bradley, amerikansk fodboldspiller.
- 1988 - Rune Povlsen, dansk fodboldspiller.
- 1989 - Viktoria Azarenka, hviderussisk tennisspiller.
- 1989 - Marc Pedersen, dansk fodboldspiller.

### Dødsfald
- 1784 - Denis Diderot, fransk filosof (født 1713).
- 1875 - Andrew Johnson, amerikansk præsident (født 1808).
- 1886 - Franz Liszt, ungarsk komponist og pianist (født 1811).
- 1944 - Antoine de Saint-Exupéry, fransk forfatter (født 1900) - flystyrt.
- 1964 - Jim Reeves, amerikansk country- og westernsanger (født 1924).
- 1966 - Bud Powell, amerikansk jazzpianist og komponist (født 1924).
- 1993 - Baudouin I, belgisk konge (født 1930).
- 2005 - Wim Duisenberg, hollandsk politiker og leder af Den Europæiske Centralbank (født 1935).
- 2009 - Sir Bobby Robson, engelsk fodboldspiller og træner (født 1933).
- 2010 - Mitch Miller, amerikansk sanger og musiker (født 1911).

|  | Denne datoartikel kan blive bedre, hvis der indsættes et (bedre) billede Du kan hjælpe ved at afsøge Wikimedia Commons for et passende billede eller uploade et godt billede til Wikimedia Commons iht. de tilladte licenser og indsætte det i artiklen. |